# Stockvik
Stockvik är en tätort i Sundsvalls kommun.

## Historia
1873 anlades Stockviks sågverk av Fredrik Sundberg. Sågverket revs 1936 och på platsen byggdes Stockviksverken som kom att producera konstgödsel och plast. På 1980-talet övertog Nobel Industrier anläggningen. 
Söder om fabriken växte Vapelnäs upp som ett centrum. På 1950-talet började man bebygga Bredsand, norr om Stockvik, på säkert avstånd från fabriken, ett område som numera utgör tätortens centrum.
Stockvik växte samman med Sundsvalls tätort 1970, men är utbruten från och med 1995 års statistik.

### Befolkningsutveckling
| Befolkningsutvecklingen i Stockvik 1960–2020                      | Befolkningsutvecklingen i Stockvik 1960–2020 | Befolkningsutvecklingen i Stockvik 1960–2020 | Befolkningsutvecklingen i Stockvik 1960–2020 | Befolkningsutvecklingen i Stockvik 1960–2020 |
| ----------------------------------------------------------------- | -------------------------------------------- | -------------------------------------------- | -------------------------------------------- | -------------------------------------------- |
|                                                                   |                                              |                                              |                                              |                                              |
| År                                                                |                                              |                                              | Folkmängd                                    | Areal (ha)                                   |
| 1960                                                              | 1960                                         |                                              | 1 877                                        |                                              |
| 1965                                                              | 1965                                         |                                              | 1 987                                        |                                              |
| 1995                                                              | 1995                                         |                                              | 2 357                                        | 226                                          |
| 2000                                                              | 2000                                         |                                              | 2 153                                        | 229                                          |
| 2005                                                              | 2005                                         |                                              | 2 165                                        | 229                                          |
| 2010                                                              | 2010                                         |                                              | 2 359                                        | 228                                          |
| 2015                                                              | 2015                                         |                                              | 2 532                                        | 142                                          |
| 2020                                                              | 2020                                         |                                              | 2 493                                        | 142                                          |
| Anm.: Sammanvuxen med Sundsvall 1970, utbruten ur Sundsvall 1995. |                                              |                                              |                                              |                                              |

## Samhället

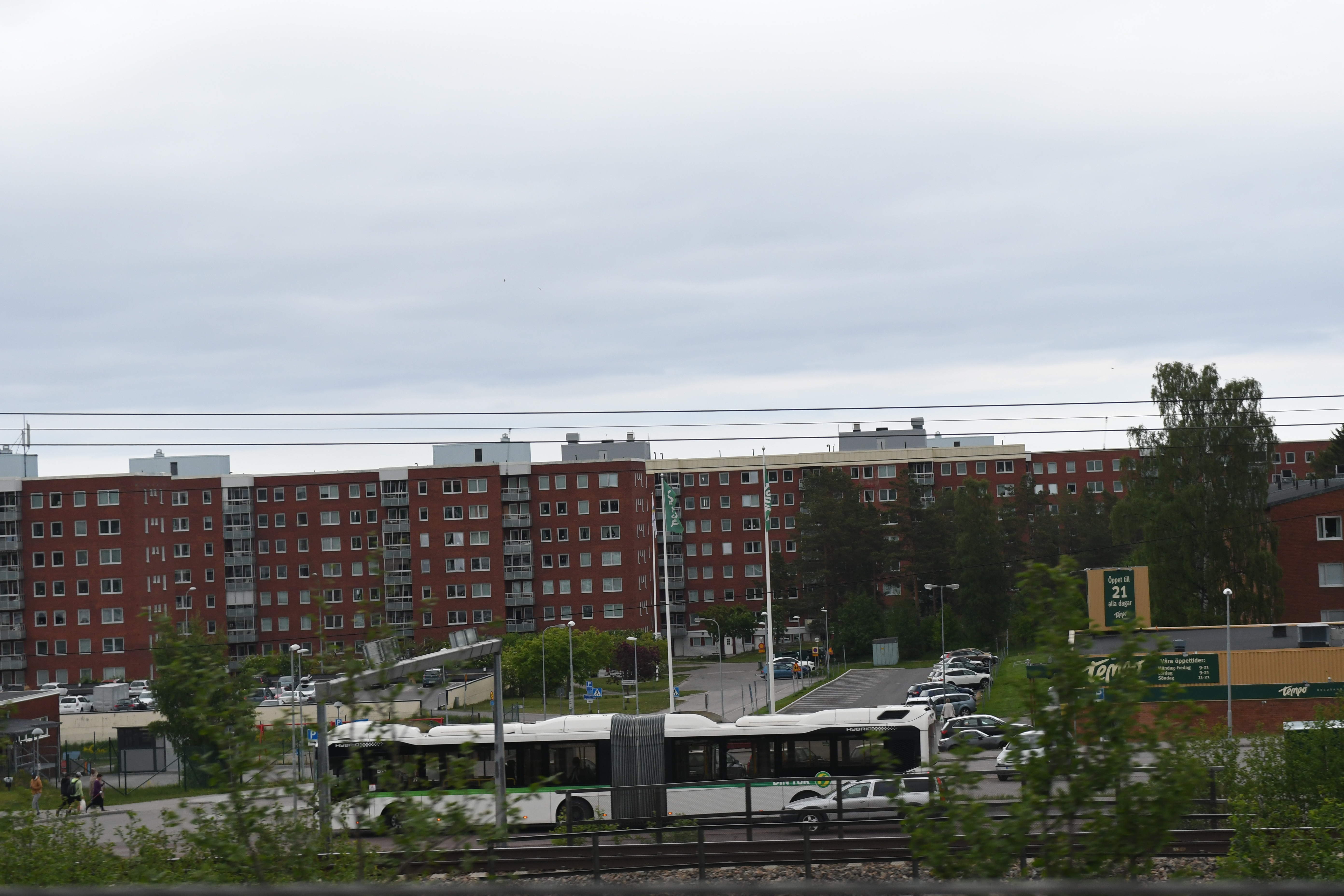
Bredsand i norra Stockvik.

Bredsand är ett bostadsområde i norra Stockvik, omkring sju kilometer söder om Sundsvalls centrum. 
Stora delar av Bredsand består av ett miljonprogramsområde. E4:an delar området i två delar, övre och nedre Bredsand. Övre Bredsand består av villor och radhus medan Nedre Bredsand består till stora delar av hyreshus från miljonprogramsåren. Viss upprustning av nedre Bredsand gjordes i slutet av 1980-talet då delar av hyresområdena ombildades till bostadsrätter.

## Sport
De största idrottsföreningarna i Stockvik är fotbollsklubben Stockviks FF och skidsportklubben Stockviks SF. Den största idrottsprofilen som representerat Stockviks SF är Vladimir Smirnov.